# Mairie de Montreuil
Mairie de Montreuil – stacja linii nr 9 metra  w Paryżu. Stacja znajduje się w gminie Montreuil. Została otwarta 14 października 1937 r.